# ボニー ガル

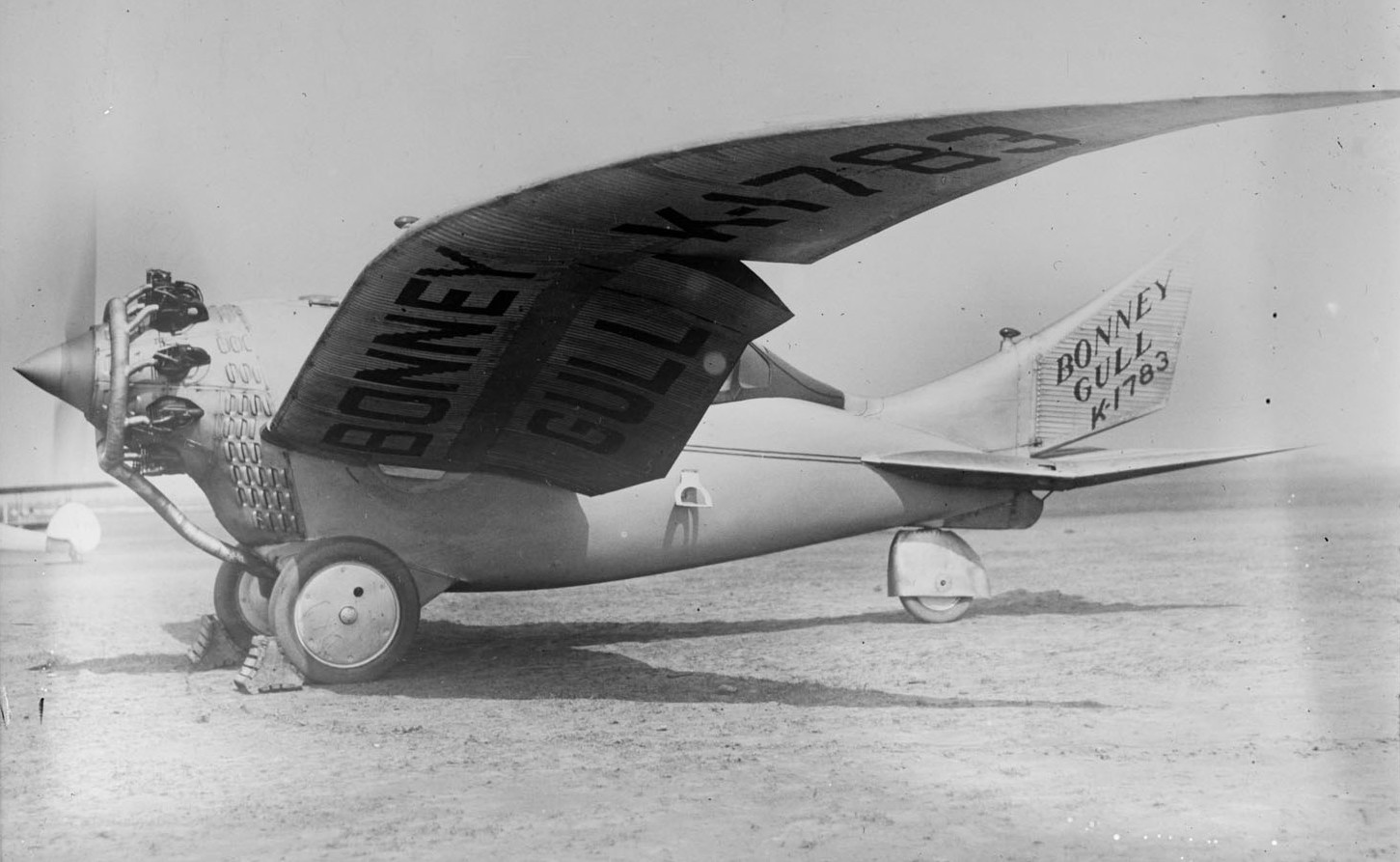
ボニー ガル

ボニー ガル (Bonney Gull) は、1920年代のアメリカ合衆国で飛行家レオナード・ヴォーデン・ボニーによって製作された、特殊な構造の主翼を持つ飛行機。

## 経緯
1910年代から1920年代にかけ、バーンストーマー（曲技飛行家）として活躍しつつ独自に鳥類の研究を行っていたボニーは、カモメのものを模擬した翼を持つ飛行機の制作を思い立った。ボニーは自宅のあったロングアイランド在住の技術者チャールズ・B・カーカムの協力を受け、模型や風洞実験による検証を経て、実機の制作に着手した。製作のための資金はボニーが保有する油田などから捻出された。
制作中に財政難によってカーカムが計画から撤退したが、新たに技術者ジョージ・ワイスが機体の制作を担当することとなり、1928年にガルの実機が完成した。同年5月4日にニューヨークのルーズベルト・フィールド飛行場で、ボニーの操縦によってガルの初飛行が行われた。しかし、離陸後高度約30 mに達したところでガルは急降下し、飛行場に隣接するゴルフ場に墜落。機体は大破し、ボニーは死亡した。
機体は並列複座の単葉機で、降着装置は固定脚。エンジンはカーカムが製作したものを搭載した。特徴的なのはコルゲート板製の主翼の構造で、付け根や内翼と外翼の接合部などに複数の可動部位が存在し、翼の迎角や上反角、後退角などを複雑に可変させることができる一種の可変翼だった。副次的な機能として、地上では艦載機のように主翼を折り畳むことも可能。この主翼を操るためか、機体の操縦装置は複雑なものだった。

## 諸元
- 全長：6.60 m
- 全幅：12.30 m
- エンジン：カーカム 空冷星型9気筒（180 hp）×1基
- 最大速度：225 km/h（推定値）
- 乗員：2名